# Юрай Бондра
Юрай Бондра (словац. Juraj Bondra; 28 лютого 1960, Луцьк, УРСР) — словацький хокеїст та тренер, захисник.
Виступав за ХК «Попрад», ХК «Кошице», «Дябл Руж Де Бріансон» (Ліга 1) та МХК «Кежмарок».

## Життєпис

### Дитинство
Батько Юрая народився в селі Якубяни, в окрузі Стара Любовня. Через два роки після закінчення Другої світової війни родина переїхала до України (у нього було шість сестер). Брат Юрая Петер зазначив, що його батько відправився туди на заробітки. Однак, за словами Юрая, це переселення відбулося «добровільно-примусово». Деякі джерела стверджують, що причиною став обмін населення між Чехо-Словацькою Республікою та СРСР, тоді як сім'ї переселенців осідали на замість чехів Волині. Батько Юрая знайшов дружину Надію, яка мала польське походження. Жоден з батьків не був пов’язаний зі спортом. Сім'я мала трьох синів — Владимира, Юрая та Петера.

### Кар'єра гравця
Родина Бондрів повернулася до Словаччини в 1971 році. Спортивну кар'єру розпочав у ХК «Попрад». У 1982 році приєднався до ВСЖ (Кошице). У 1986 та 1988 роках команда виграла Першу лігу, найвищий дивізіон чемпіонату Чехословаччини, також одного разу став віце-чемпіоном країни. У «Кошице» виступав зі своїм братом Петером, майже на 8 років молодшим, ніж Юрай, разом з яким виграв чемпіонат Чехословаччини 1987/88 років. У складі клубу з Кошице провів вісім сезонів, зіграв понад 400 матчів та відзначився 35 закинутими шайбами. З 1990 по 1992 рік виступав за «Дябл Руж Де Бріансон» у французькій Лізі 1.

### Кар'єра тренера
З 1996 по 1999 рік був помічником головного тренера ХК «Попрад».

### Особисте життя
Брат Юрая, Петер, також був професіональним гравцем, виступав у Національній хокейній лізі. Племінник Давід також професіональний хокеїст.

## Статистика виступів

### Клубна
| Сезон   | Клуб         | Ліга   | Регулярна частина | Регулярна частина | Регулярна частина | Регулярна частина | Регулярна частина | Регулярна частина | Плей-оф | Плей-оф | Плей-оф | Плей-оф | Плей-оф | Плей-оф |
| Сезон   | Клуб         | Ліга   | Іг                | Ш                 | А                 | Очки              | Пок               | +/-               | Іг      | Ш       | А       | Очки    | Пок     | +/-     |
| ------- | ------------ | ------ | ----------------- | ----------------- | ----------------- | ----------------- | ----------------- | ----------------- | ------- | ------- | ------- | ------- | ------- | ------- |
| 1982/83 | ХК Кошице    | ЧХСЛ   | 42                | 2                 | 6                 | 8                 | 46                |                   |         |         |         |         |         |         |
| 1983/84 | ХК Кошице    | ЧХСЛ   | 38                | 3                 | 7                 | 10                | 51                |                   |         |         |         |         |         |         |
| 1984/85 | ХК Кошице    | ЧХСЛ   | 42                | 7                 | 8                 | 15                | 48                |                   |         |         |         |         |         |         |
| 1985/86 | ХК Кошице    | ЧХСЛ   | 45                | 4                 | 10                | 14                |                   |                   |         |         |         |         |         |         |
| 1986/87 | ХК Кошице    | ЧХСЛ   | 34                | 0                 | 6                 | 6                 | 44                |                   | 7       | 4       | 1       | 5       |         |         |
| 1987/88 | ХК Кошице    | ЧХСЛ   | 38                | 3                 | 7                 | 10                | 0                 | 11                |         |         |         |         |         |         |
| 1988/89 | ХК Кошице    | ЧХСЛ   | 26                | 0                 | 2                 | 2                 | 36                |                   | 2       | 0       | 0       | 0       |         |         |
| 1989/90 | ХК Кошице    | ЧХСЛ   | 48                | 9                 | 9                 | 18                | -                 | 5                 |         |         |         |         |         |         |
| 1990/91 | Бріансон     | Ліга 1 | 27                | 6                 | 15                | 21                | 30                |                   |         |         |         |         |         |         |
| 1989/90 | МХК Кежмарок | 1 ХЛСР | 22                | 1                 | 3                 | 4                 | 38                |                   |         |         |         |         |         |         |

## Досягнення
«Кошице»
- Чехословацька хокейна ліга
  -  Чемпіон (2): 1985/86, 1987/88